# ネイサン・ジャワイ
ネイサン・ジャワイ（Nathan Leon Jawai, 1986年10月10日 - ）は、オーストラリアニューサウスウェールズ州シドニー出身のプロバスケットボール選手。ポジションはセンター。身長208cm、体重124.7kg。